# Aprominta bifasciata
Aprominta bifasciata is een vlinder uit de familie dominomotten (Autostichidae). De wetenschappelijke naam is, als Symmoca bifasciata, voor het eerst geldig gepubliceerd in 1870 door Staudinger.
Deze vlinder komt voor in Europa.